# Solrutten
Solrutten (finska Aurinkoreitti) är en båtrutt längs med Bottniska vikens ostkust. Begreppet myntades i marknadsföringssyfte av österbottniska aktörer som under 1970-talet var aktiva med att utveckla båttrafik och båtuthyrning  längs Österbottens kust, och syftar på att området Kvarken nordväst om Vasa, vilket är Finlands molnfriaste och regnfattigaste och ligger förhållandevis långt norrut med betydligt ljusare nätter än i södra Finland. Solruttens primära område utgörs av det tvåspråkiga finlandssvenska landskapet Österbottens skärgårdsområde.
I den österbottniska skärgården finns Finlands enda världsnaturarv, världsnaturarvet Höga kusten/Kvarkens skärgård, med sina säregna geologiska formationer, och är även kultur- och naturarvrikt. I den yttre skärgården finns ett femtontal fyrplatser, numera nedlagda lotsstationer och sjöbevakningsstationer.
Under åren 2010–2017 genomförde aktörerna kring Solrutten ett farledsuppgraderingsprojekt tillsammans med Trafikverkets farledsenhet i Vasa. Det här har gjort ytterligare ett 30-tal besökshamnar i Österbotten tillgängliga för båtfarare. Farlederna dokumenteras i Trafikverkets F-sjökortsserie 2017.

## Beskrivning av rutten
Yttergrunds fyr välkomnar de besökare som kommer seglande. Fyren är Nordens nästhögsta fyr. Strax norr om Yttergrund ligger Sideby med hamnen vid Kilen, som administreras av Kilens Hembygdsgård. Längs rutten till Kristinestad finner man Högklubb, även kallad Lotsklobben. Därifrån är det nära till Kristinestad som med sina låga trähus och smala gränder är en av de äldsta bevarade trästäderna i hela Norden. Utanför staden ligger stadens utfärdshamn Österskäret.
Norr om Kristinestad ligger den tidigare lotsplatsen och fyren Sälgrund utanför småstaden Kaskö.
På sträckan från Kaskö till Vasa skärgård ligger utanför Närpes den tidigare sjöbevakningsstationen och lotsplatsen Gåshällan.
Den tidigare sjöbevakningsstationen Molpehällorna utanför Molpe i Korsnäs utgör porten till Vasa skärgård. Därefter följer den så gott som helt svenskspråkiga skärgårdsön Bergö, vars gästhamn befinner sig knappt innanför landsvägsfärjans fäste. Längre in i Malax vattenområde finns en båthamn i Åminne. I Malax ytterskärgård finns fyren Strömmingsbådan och den tidigare lotsplatsen vid Fäliskär med Rönnskärs båk. Utanför Fäliskär ligger fiskestödjepunkten Storsanden.
I Korsholms ytterskärgård, norr om Malax vattenområde, ligger tidigare stationsområdet Norrskär med Norrskärs fyr och Valsörarna med Valsörarnas fyr. Knappt öster om Valsörarna ligger naturhamnen Malskärsören. Öster därom ligger Svedjehamn i Björköby och utanför ligger Ritgrunds fyr. Klobbskat fiskehamn är en möjlig övernattninghamn. I kommunens inre vatten utgör Lars Björkaskär, Bullerås och Replot båthamn besöksplatser.
I Vasas inre skärgård utgörs de populäraste besöksplatserna av Granskär och Kopparfuruskär. Gästhamnen vid Wasa Segelförening (Vasklot gästhamn) med full service utgör Vasas officiella gästhamn. Den båtled som leder norrut från staden, Strömsöleden intill leden) utgör till sitt byggnadsarv en sevärd båtled.
Nordost om Vasa i Vörå kommuns vattenområde ligger Mickelsörarnas naturstation. Längst inne i Vöråvattnen ligger Nabbens båthamn, därifrån är det en kort vandring till Tottesunds Herrgård. På vägen norrut mot de yttre skären ligger Österöns lilla fiskehamn. I området finns även flera naturhamnar såsom Djupkastet vid Köklot, Snärörarna, Stora Kalkskär och Jöusan. Norr om Jöusan ligger Stubbens fyr, som utgör Vasa skärgårds norra utpost.
I Österbottens nordligare skärgårdsdelar finns båthamnen i Monäs, varifrån man kan vandra till Storsand, Nykarlebys båthamn vid Andra Sjön och Segelsällskapet Ägirs utfärdshamn Loppan. Segelsällskapet i Jakobstads gästhamn har en genuin gästhamnsmiljö. Utanför Jakobstad ligger besöksplatserna Mässkär, Öuran och Köpmanholmen båda i Larsmo kommun samt Bodö båthamn i Öja. Utanför Karleby ligger Tankars fyr. Staden Karlebys gästhamn ligger vid Mustakari, Gamlakarleby Segelförenings båthamn.

## Historik
Sundom Båt- och Farledsklubb rf. har sedan 1970-talet tryckt upp tre olika båtsportskortsserier i vilka de mindre båtrutterna närmast avsedda för grundgående motorbåtar dokumenteras. Senare har Skärgårdsrådet rf. i Larsmo och Kristinestads Segelförening rf. gett ut egna upplagor.
1990 inleddes ett första marknadsföringsprojekt kring ruttens utvecklingsmöjligheter, lett av Monica Johnson från Utbildnings- och Forskningscentralen för Turism,  med namnet Solrutten-Aurinkoreitti. Projektet stimulerade ett flertal båtklubbar och även Sjöfartsverket att göra satsningar i tillgänglighet i kustområdet från Kristinestad till Karleby samtidigt som namnet Solrutten blev mer känt.
1994 publicerades en Solruttenguide.
År 2000 samlades österbottniska turistaktörer under det så kallade TravelPointprojektet, lett av Vasa Yrkesinstitut, för ett projekt kring utveckling av turism i Österbotten. Projektet utmynnade i en turismstrategi för Landskapet Österbotten 2003–2006. Behovet av att satsa i infrastruktur för båtfarare får ett omnämnande och Kvarkenrådets storsatsning på 800 000 euro för Solruttenprojektet omnämns.
2001–2006 ledde Kvarkenrådet ett utvecklingsprojekt under namnet Botnia Tour. I projektarbetet ingick ett underprojekt med namnet Solrutten i syfte att sammanföra båtintressenterna på båda sidor om Kvarken. Under projektet grundades en internetsida www.solrutten.org, som 2003 överfördes till fortsättaren projektet "Kvarkenguiden", www.kvarkenguide.org. Projektet blev inte bestående. I slutrapporten konstaterar Kvarkenrådet att Solrutten behöver en starkare och mer organiserad huvudman.
2009 förenade sig, på initiativ av Maxmo Skärgårds samfällighet, ett flertal båtklubbar och fiskargillen i Österbotten kring ett omfattande utvecklingsprojekt, med syftet att förbättra de allmänna båtlederna för turism och fiske i området. Projektet utmynnade i omkring 500 km uppgraderade farleder. Farlederna dokumenteras i Trafikledsverkets F-sjökortsserie 2017. Farledsundersökningarna leddes av Wasa Segelförening rf. och farledsbyggandet av Bergö Fiskargille rf.
2014 grundade Bergö Fiskargille rf. för de till antalet omkring 30 deltagande samfundens räkning Andelslaget Solrutten (finska. Osuuskunta Aurinkoreitti) i syfte att ge verksamheten en stabil plattform. Andelsägarna utgörs av de föreningar som har förvaltnings- och underhållsansvar för farleder och brygganläggningar i Österbottens skärgårdsområden.
Förbundet Segling och Båtsport i Finland rf. tilldelade vid sitt förbundsmöte 20 november 2016 Andelslaget Solrutten årets hedersomnämnande för insatsen i utvecklandet av Solrutten och båtsport i Finland.